# Litoria singadanae
Litoria singadanae – opisany w 2005 roku gatunek płaza bezogonowego z podrodziny Pelodryadinae w rodzinie rzekotkowatych (Hylidae).

## Rozmieszczenie geograficzne i siedlisko
Płaz jest endemitem wschodniej części Nowej Gwinei należącej do Papui-Nowej Gwinei. Znany jest tylko z miejsca typowego położonego na wysokości 1280 m n.p.m. – Surim Camp we wschodniej części gór Finisterre w prowincji Morobe.
Gatunek zasiedla las deszczowy w niskich górach. Dzięki swemu wyglądowi potrafi się zakamuflować pomiędzy opadłą korą i pniami drzew.

## Status
W Czerwonej księdze gatunków zagrożonych IUCN płaz ten od 2020 roku klasyfikowany jest jako gatunek najmniejszej troski (LC, ang. Least Concern); wcześniej, od 2006 roku uznawano go za gatunek niedostatecznie rozpoznany (DD, ang. Data Deficient).
Cały zasób wiedzy na temat tego gatunku pochodzi od trzech znalezionych osobników. Nie jest znany trend jego liczebności, choć przypuszcza się, że populacja jest duża i stabilna.
Znany zasięg występowania gatunku mieści się w obrębie obszaru chronionego o nazwie YUS Conservation Area.